# Золотий лелека 2008
Золотий лелека 2008 — ІІ Всеукраїнський конкурс на найкращі прозові твори для дітей молодшого, середнього та старшого шкільного віку. Організаторами виступили Перший національний телеканал, видавництво «Грані-Т» та Східно-Європейський банк. З метою врахування думки дітей (читачів) при визначенні переможців «Золотий лелека» вперше за роки конкурсу залучено дитяче журі. На конкурс надійшло більш як 1200 творів з усіх куточків України.

## Переможці
Номінація «Молодший шкільний вік»
- Перша Премія – Андрусяк Іван (псевдонім «Тато Йван») за повість «Хто боїться зайчиків?» (м. Київ);
- Друга Премія – Наталія Зубрицька (псевдонім «Олена Осінь») за збірку повістей «Королева дощу» (м. Львів);
- Третя  Премія  –  Тетяна Бехтер (псевдонім «Бета Блажко») за повість «Цариця Землина» (Полтавська обл., смт. Велика Багачка).

Номінація «Середній шкільний вік»:
- Перша  Премія  –  Надія Гуменюк (псевдонім «Д. Дужич») за повість «Таємниця Княжої гори» (м. Луцьк);
- Друга  Премія – Оксана Лущевська, Валентина Вздульська, Ксенія Сахацька, Зоя Жук (псевдонім «Горщик-з-кутею») за збірку «Різдвяні повісті» (м. Київ);
- Третя Премія – Павло Кущ (псевдонім «Варфоломій Кнурець») за повість «Метеорит» (м. Донецьк).

Номінація «Старший шкільний вік»:
- Перша Премія – Олена Крижанівська (псевдонім «Іліотропіон») за повість «Мідне свічадо» (м. Київ);
- Друга Премія – Лідія Міщенко (псевдонім «Маргарита Старжевська») за повість «Верес» (Чернігівська обл., м. Борзна);
- Третя Премія – Оксана Радушинська (псевдонім «Огняно Rado») за повість «Любавонька і чарівний амулет волхвів» (Хмельницька обл., м. Старокостянтинів).

Рішенням дитячого журі визначено таких переможців:
- У номінації «Молодший шкільний вік»:  Бехтер Тетяна (псевдонім «Бета Блажко») за повість-казку «Цариця Землина»;
- У номінації «Середній шкільний вік»: Павло Кущ (псевдонім «Варфоломій Кнурець») за повість «Метеорит»;
- У номінації «Старший шкільний вік»: Олена Крижанівська (псевдонім «Іліотропіон») за повість «Мідне свічадо»